# Aziziye-Moschee

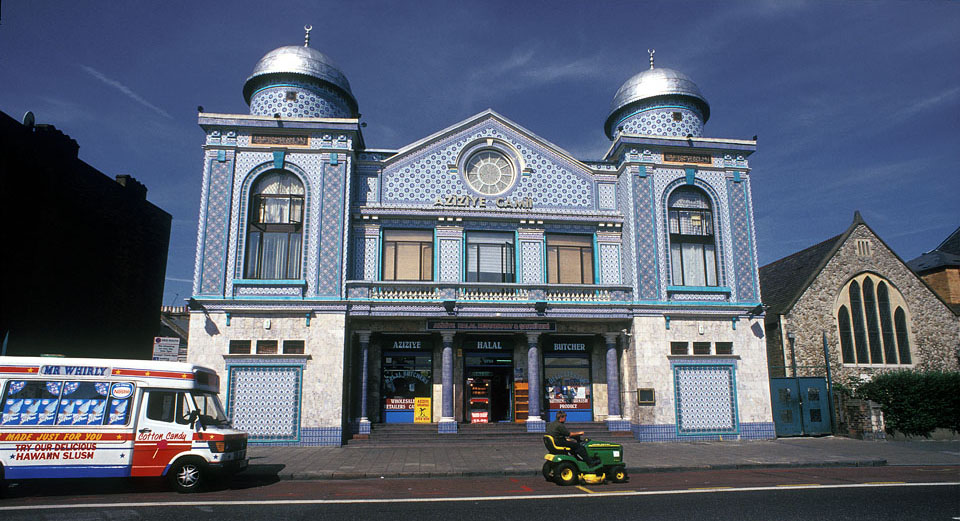
Aziziye-Moschee, 2008

Die Aziziye-Moschee (türkisch: Aziziye Camii) befindet sich im Londoner Stadtteil Stoke Newington und wird hauptsächlich von der dortigen türkischen Gemeinde in Anspruch genommen. Der Bau kann bis zu 2000 Menschen unterbringen. In dem Gebäude befinden sich auch ein halāl produzierender Fleischer, das Aziziye Education Centre (Wochenendschulen), ein Hochzeitssaal und ein Restaurant.

## Geschichte
Das Gebäude wurde ursprünglich als Kino errichtet und im Jahr 1913 als Apollo Picture House eröffnet. 1933 wurde es modernisiert und wiedereröffnet als Ambassador Cinema und 1937 erworben von dem Unternehmer Oskar Deutsch, Gründer der britischen Odeon-Kinokette. Am 7. Dezember 1963 schloss das Ambassador, um 1965 als Star Bingo Club wieder zueröffnen, nachdem es von der Kette Star Cinema erworben wurde. Nachdem es als Astra Cinema 1974 ein weiteres Mal neueröffnet wurde, endete im Juli 1983 seine Funktion als Filmtheater und wurde schließlich in eine Moschee für die ansässige türkisch-muslimische Gemeinde umgewandelt. Die Umbauarbeiten wurden finanziert von der UK Turkish Islamic Association. 1994 wurde das Auditorium entkernt und  alle Kinoelemente entfernt. Die Außenwände wurden mit Mosaiken verziert; die zwei Kuppeln am Eingangsbereich zieren seit jeher das Gebäude und wurden nicht erst durch die Umbauarbeiten angebracht.
Türken, die sich anfangs abgeneigt fühlten, eine „nicht-türkische“ Moschee zu besuchen, begrüßten die Art der Gottesdienste, die nun eher auf Türkisch als auf Englisch oder Arabisch abgehalten werden.